# 板橋区立紅梅小学校
板橋区立紅梅小学校（いたばしくりつ こうばいしょうがっこう）は東京都板橋区にある公立小学校。同区内板橋第一小学校と並び区内で最も歴史のある小学校であり、2014年（平成26年）に創立140周年を迎えた。

## 沿革
- 1874年7月19日 - 安楽寺を使用して「第五番小学紅梅学園」として開校。
- 1877年 - 観音寺に移転
- 1881年 - 安楽寺に復帰
- 1888年 - 「尋常公立紅梅小学校」に名称変更
- 1889年 - 現在地に校舎落成
- 1928年 - 校歌制定
- 太平洋戦争中には、陸軍糧秣厰の宿舎として利用された
- 1955年 - 板橋区立北野小学校の開設に伴い校区を分離（移籍児童647人）
- 1957年 - 新校旗制定
- 1974年- 創立100周年記念式典を挙行し、ブロンズ像・タイムカプセル・紅梅園等の記念事業が実施される
- 1994年11月 - 創立120周年記念式典挙行
- 2000年 - 100周年の際に埋設したタイムカプセルの開封式が開催される
- 2004年11月 - 創立130周年記念式典挙行
- 2014年11月22日 - 開校140周年記念式典・祝賀会挙行

## 教育目標
- 自分を高め、集団を高める子
- 自分も相手も同じように大切にする子
- 苦難に立ち向かい、挑戦し続ける子

## 通学区域
学区は 四葉1～2丁目、徳丸5丁目5～39番、徳丸6丁目6～55番、徳丸7丁目4～19番、徳丸8丁目1～17番・21～26番
であるが、学区外からの通学も可能である。

## 進学先中学校
- 板橋区立赤塚第一中学校
- 板橋区立赤塚第三中学校
- 板橋区立高島第二中学校

ほか

## 交通
- 東武東上本線東武練馬駅より徒歩20分
- 都営地下鉄三田線高島平駅より徒歩15分
- 国際興業バス紅梅小学校バス停より徒歩1分

## その他
1914年に大正天皇即位記念として植樹された松2本が校地内に現存する。